# Japan-US
Japan-US (またはJapan-US Cable Network – JUSCN、JUCN、J-US、JUS) は、太平洋上で、アメリカ合衆国と日本を結ぶ海底ケーブル網。
ケーブルの上陸地点を以下に示す。
- 三重県志摩市
- 千葉県南房総市
- 茨城県北茨城市
- ハワイ州オアフ島マカハ
- カリフォルニア州メンドシーノ郡マンチェスター、ポイント・アリーナ
- カリフォルニア州サンルイスオビスポ郡サンルイスオビスポ、モロベイ

640Gbit/sの設計伝送容量を持ち（80Gbit/sで運転を開始した）、ケーブル長は21,000kmである。2001年8月に運転を開始した 。2008年3月に1.28Tbit/sでの運転が可能になるようにアップグレードされた。

## さらに見る
- “Point Arena Cable Station”. 2006年2月15日閲覧。[リンク切れ]
- “http://www.privateline.com/cablestation/”. 2006年2月15日閲覧。[リンク切れ]